# عصير (نعمان)

تعديل مصدري - تعديل

عصير هي إحدى قرى عزلة الجدير بمديرية نعمان التابعة لمحافظة البيضاء، بلغ تعداد سكانها 23 نسمة حسب تعداد اليمن لعام 2004.